# Lestat (Musical)
Lestat ist ein englischsprachiges Musical von Elton John und Bernie Taupin, basierend auf Anne Rice’ Vampirromanen Gespräch mit einem Vampir und Der Fürst der Finsternis. Das Musical wurde am 17. Dezember 2005 unter der Regie Robert Jess Roths in San Francisco am Curran Theater uraufgeführt und lief dort bis zum 29. Januar 2006. Vom 25. März bis zum 28. Mai 2006 wurde es in New York City im Palace Theater gezeigt.

## Musikalische Hintergründe
Nach zwei Jahren Vorbereitungszeit wurde Lestat am 17. Dezember 2005 in San Francisco am Curran Theater uraufgeführt. Hier sollte das Musical bis zum 29. Januar 2006 gezeigt werden, um später auf den New Yorker Broadway zu wechseln. Die Titelrolle des Vampirs Lestat übernahm Hugh Panaro. Außerdem waren Carolee Carmello als Gabrielle, Jack Noseworthy als Armand, Jim Stanek als Louis, Rocderick Hill als Nicolas, Michael Genet als Marius und Allison Fischer als Claudia zu sehen. Die Musik schrieben Elton John und Bernie Taupin. Mit 4,3 Millionen US-Dollar Einnahmen hatte Lestat die erfolgreichste Musical-Premiere aller Zeiten in San Francisco und schlug damit sogar Wicked.
Die ersten Kritiken fielen jedoch weitgehend negativ aus. Auf Grund der schlechten Kritiken wurden bis zum Broadway-Start einschneidende Änderungen vorgenommen. Elton John erklärte in einem Interview, dass über 80 % des Musicals geändert worden sei. Unter anderem übernahm im Januar 2006 Drew Sarich die Rolle des Vampirs Armand und ersetzte damit Jack Noseworthy. Außerdem hatte die ursprüngliche Produktion aufwendigere Bühneneffekte und höhere Produktionskosten. Weiter wurden in der ursprünglichen Produktion Bilder in den Hintergrund projiziert, um Lestats Geschichte zu illustrieren.
Die Geschichten entfernten sich in der Neufassung noch stärker von der Romanvorlage, und die Handlung um Enkil, Akasha und den Ursprung der Vampire wurde gestrichen. Darüber hinaus wurden neue Lieder hinzugefügt und andere ersetzt. Doch auch nach der Veränderung des 10-Millionen-Dollar-Musicals waren die Kritiken negativ. Die Zuschauerzahlen gingen nach den gut besuchten Preview-Vorstellungen deutlich zurück. So wurden am Ende nur noch 53 Prozent der verfügbaren Plätze verkauft. Im Mai 2006 wurde die letzte Vorführung gezeigt.

### Darsteller
| Besetzung              | Besetzung                                                            |
| ---------------------- | -------------------------------------------------------------------- |
| Lestat de Lioncourt    | Hugh Panaro                                                          |
| Gabrielle de Lioncourt | Carolee Carmello                                                     |
| Louis de Pointe du Lac | Jim Stanek                                                           |
| Nicolas                | Roderick Hill                                                        |
| Armand                 | Jack Noseworthy (San Francisco)/Drew Sarich (San Francisco/New York) |
| Claudia                | Allison Fisher                                                       |
| Magnus                 | Joseph Dellger                                                       |
| Marius                 | Michael Genet                                                        |

### Prologe
Der Vampir Lestat de Lioncourt setzt sich an einen Laptop, um seine Geschichte aufzuschreiben.

### Erster Akt
Lestat ist ein Außenseiter in seiner Familie, daher drängt ihn seine Mutter, Gabrielle, die Familie zu verlassen und somit seinem bedrückenden Leben zu entkommen. Lestat und sein Jugendfreund verlassen das Dorf und ziehen nach Paris. Dort arbeiten sie in einem Theater. Kurze Zeit später wird Lestat von dem mächtigen Vampir Magnus zum Vampir gemacht, worauf sich Magnus das Leben nimmt. Lestat steht nun in einem moralischen Dilemma, einerseits möchte er nicht töten, andererseits muss er es tun, um zu überleben. Als Vampir leidet Lestat unter Einsamkeit. Seinen Freund Nicolas macht er jedoch nicht zum Vampir, da er ihn liebt.
Als Lestats todkranke Mutter Gabrielle nach Paris kommt und Lestat bittet sie zum Vampir zu machen, kommt er dieser Bitte nach. Lestat und Gabrielle treffen schließlich auf Armand, der einen Vampirclan leitet. Armand nimmt Nicolas als Köder, um Lestat und Gabrielle zu umgarnen. Lestat befreit Nicolas und stellt Armands Vampirclan eine andere Art zu Leben vor. Diese lebten zuvor versteckt im Pariser Untergrund, um dem Zorn Gottes zu entkommen.
Da Lestat dem Vampirclan helfen möchte unter Sterblichen zu leben, überlässt Lestat ihnen das Theater. Schließlich überzeugt Nicolas Lestat, ihn zum Vampir zu machen. Nicolas kommt jedoch mit dem Leben als Vampir nicht zurecht. Als Lestat Paris verlässt, um Armands Schöpfer Marius aufzusuchen, bittet er Armands Vampirclan, sich um Nicolas zu kümmern. So macht sich Lestat schließlich gemeinsam mit Gabrielle auf die Reise. Er hofft, dass Marius ihm zeigen kann, wie er die Unsterblichkeit überlebt.
Wenig später erfährt er durch einen Brief von Armand von Nicolas Selbstmord. Gabrielle möchte ein Leben fernab von den Sterblichen leben. Sie verlässt Lestat, um in der Natur Afrikas zu leben. Lestat leidet stark unter dem Verlust der beiden. Er zieht sich schließlich unter die Erde zurück. Jahre später wird er von Marius befreit.

### Zweiter Akt
Marius heilt Lestat, indem er ihm von seinem alten, mächtigen Blut zu trinken gibt, und dient als dessen Mentor. Allerdings gibt Marius Lestat nicht die Antworten, die er sucht. Stattdessen erklärt er Lestat, dass dieser ein vollständiges menschliches Leben führen solle, das es ihm ermöglicht, sich mit seiner Existenz als Vampir abzufinden. Als Lestat auf den jungen Mann Louis trifft, macht Lestat diesen sofort zum Vampir. Louis erinnert Lestat an Nicolas. Aufgrund des notwendigen Tötens empfindet Louis Schuld und Reue. Lestat versucht, dessen Schmerz zu lindern, indem er das junge Mädchen Claudia in einen Vampir verwandelt.
Claudia macht Louis glücklich und die kleine Vampir-Familie lebt dreißig Jahre zufrieden zusammen. Als Claudia heranwächst, erkennt sie, dass immer in dem Körper eines Kindes leben muss. Sie wird wütend auf Lestat und plant ihn zu ermorden. Sie setzt Lestat unter Drogen und schneidet ihm die Kehle durch. Dabei hat sie nicht bedacht, dass Vampire nicht auf dieselbe Weise sterben, wie Menschen. Um Claudia vor Lestats Zorn zu schützen, verbrennt Louis das Haus, während Lestat am Boden liegt und um Hilfe bettelt. Lestat überlebt schwer verletzt.
Drei Jahre später, hat Lestat schließlich die Kraft, um nach Europa zurückzukehren. Er bereut die Fehler, die er gemacht hat und redet mit Armand darüber. Armand verschweigt dabei, dass Claudia und Louis sich in seinem Theater befinden. Armand legt eine Falle und nimmt den ahnungslosen Lestat mit zu einer Aufführung, bei der Lestat Claudia und Louis sieht, die bei einem Vampirtheaterstück mitspielen. Trotz der Proteste von Lestat, wird Claudia des versuchten Mordes an einem Vampir (Lestat) angeklagt und zum Tode verurteilt. Louis ist durch den Verlust seines Kindes am Boden zerstört. Er verlässt Lestat für immer.
Armand gesteht Lestat, dass er Claudias Tod inszeniert, um sich für Lestats Einmischung in seinen Vampirclan zu rächen. Lestat revanchiert sich, indem er Armand erklärt, dass Marius nichts als Verachtung für ihn übrig habe und bereue ihn zu einem Vampir gemacht zu haben. Wütend wirft Armand Lestat über die Dachterrasse. Marius sucht Lestat zum zweiten Mal auf und bringt ihn zu seinem Heiligtum in Griechenland. Lestat erklärt Marius, dass er sich mit seinem Leben als Vampir abgefunden habe. Er weiß, dass er die Ewigkeit allein bewältigen muss. Er schwört, nie wieder jemanden zu einem Vampir zu machen und nie wieder einen Unschuldigen zu töten.
Zufrieden darüber, dass Lestat hat seinen eigenen moralischen Weg gefunden hat, erzählt ihm Marius von einem versteckten Gewölbe. Dort hält er die ersten Vampire Enkil und Akasha versteckt. Sie sind tausende von Jahren alt und sehen aus wie lebende Statuen. Lestat küsst Akasha auf die Lippen und Akasha bietet ihm an von ihr zu trinken. Durch ihr mächtiges, heiliges Blut, erfährt Lestat, dass er mit allen Vampire im Laufe der Zeit verbunden ist. Er wird niemals allein sein, da alle, die er geliebt und verloren hat, für immer mit ihm vereint sind. Lestat empfindet endlich Frieden. Schließlich wird Lestat müde vom Leben im Schatten und beschließt, das heiligste Gesetz aller Vampire zu brechen – seine Geschichte der Welt zu erzählen.

## Lieder
Erster Akt
- From the Dead – Lestat
- Beautiful Boy – Gabrielle
- In Paris – Ensemble (Pariser)
- Nicolas' Song – Nicolas
- The Thirst – Lestat
- Right Before My Eyes – Lestat
- Make Me As You Are – Gabrielle, Lestat
- To Live Like This – Armand, Lestat, Ensemble (Vampire)
- Morality Play – Laurent, Armand, Ensemble (Vampire)
- The Crimson Kiss – Gabrielle
- Right Before My Eyes (Reprise) – Lestat

Zweiter Akt
- Welcome to the New World – Ensemble (Bewohner New Orleans)
- Embrace It – Louis, Lestat
- I Want More – Claudia
- I'll Never Have That Chance – Claudia
- Sail Me Away – Lestat
- To Kill Your Kind – Armand, Ensemble (Vampire)
- Embrace It (Reprise) – Louis
- After All This Time – Armand
- Sail Me Away (Reprise) – Lestat
- The Crimson Kiss (Reprise)/Finale – Gabrielle, Lestat

## Figuren
- Lestat de Lioncourt ist der Protagonist des Musicals und ein junger Mann Mitte 20, der zum französischen Adel gehört. Er wird von Magnus zum Vampir gemacht.
- Magnus ist ein alter mächtiger Vampir und der Schöpfer von Lestat.
- Gabrielle de Lioncourt ist Lestats Mutter. Sie hat eine gute Beziehung zu ihrem Sohn und hilft ihm, aus dem Heimatdorf zu entkommen. Als sie tödlich erkrankt, macht Lestat sie auf ihre Bitte zum Vampir.
- Nicolas ist Lestats Jugendfreund. Gemeinsam mit ihm zieht er nach Paris.
- Armand ist der Anführer einer Vampirgruppe in Paris. Er und seine Vampire glauben, dass sie Gottes Zorn auf sich ziehen, wenn sie unter Sterblichen leben. Daher ziehen sie sich in den Pariser Untergrund zurück. Als Lestat den Vampiren ein anderes Leben aufzeigt, gefällt Armand das nicht. Er sinnt auf Rache.
- Louis de Pointe du Lac ist ein junger Mann, der nach dem Tod seines Bruders in eine Depression verfällt. Lestat macht ihn zum Vampir. Louis hat jedoch Gewissensbisse, da er Menschen töten muss und kommt mit dem Leben als Vampir nur schwer zurecht.
- Claudia ist ein kleines Mädchen, als sie von Lestat zum Vampir gemacht wird. Sie wächst geistig heran, ist aber immer noch im Körper eines Kindes gefangen. Daher ist sie wütend auf ihren Schöpfer Lestat. Er hätte sie nicht zu früh verwandeln dürfen
- Marius ist ein alter, mächtiger Vampir. Er ist der Schöpfer von Armand und Hüter der alten Vampire Akasha und Enkil.

## Rezeption

### Auszeichnungen und Nominierungen

#### Nominierungen
Tony Award
- 2006: Best Performance by a Featured Actress in a Musical for her performance of Gabrielle (Carolee Carmello)
- 2006: Best Costume Design of a Musical (Susan Hilferty)[9]

Drama Desk Award
- 2006 Outstanding Featured Actress in a Musical (Carolee Carmello)[10]

### Kritiken

#### San Francisco
Chad Jones urteilte, dass das Musical ein wirres Durcheinander sei. Dies liege insbesondere am Produktionsstil des Regisseurs Robert Jess Roth. Außerdem orientiere sich die Musik an Les Misérables, Phantom der Oper und Jekyll & Hyde. Das führe dazu, dass ein seltsamer Pop-Klassik-Mix entstehe, der oft öde und langweilig sei, anstatt eine angenehme Melodie zu schaffen. Besonders gut seien hingegen die Performances von Carolee Carmello als Gabrielle und Allison Fisher als Claudia. Hugh Panaros Darstellung der Hauptfigur sei jedoch selbst für die „lächerlichste Seifenoper“ zu melodramatisch. Er habe eine gute Singstimme, aber es fehle das richtige Lied.
Jim Stanek stelle einen fast sympathischen Louis dar. Roderick Hill hinterlasse Eindruck mit seiner Performance des depressiven Nicolas. Drew Sarich bringe die Leidenschaft und die Stimme eines Rockstar in die deutlich unterentwickelte Rolle des Vampirs Armand hinein. Außerdem seien die Kostüme von Susan Hilferty sehr gut gelungen. Für eine erfolgreiche Premiere am Broadway gebe es jedoch nur mit einschneidenden Änderungen noch Hoffnung.
Die San Francisco Gate bezeichnete Lestat als schulmeisterlich, unzusammenhängend, seltsam fehlbesetzt, verwirrend konzipiert mit zuckersüßen Liedern von Elton John. Lichtblicke seien die Darstellung von Carolee Carmello und  Allison Fischer.
Talkin' Broadway lobt die Videoeffekte, insbesondere die Wolfkämpfe zu Beginn des Musicals. Der erste Akt erinnere an die alten Universal-Horrorfilme mit Bela Lugosi. Außerdem überzeuge Carolee Carmello als Gabrielle. Die Beleuchtung von Kenneth Posner sei hervorragend – sie schaffe die richtige Atmosphäre für viele der Szenen. Allerdings sei der erste Akt etwas zu schrill und verwirrend. Der zweite Akt sei übersichtlicher, und die Musik und Szenen würden gut zusammenpassen.

#### New York
Anne Rice schaute das Musical am 25. April 2006 und gab dem Musical gute Kritiken. Sie lobte die Performance der Darsteller und die Musik von Elton John und erklärte, dass es keinen Zweifel daran gebe, dass die Leser ihrer Romane das Musical lieben würden.
Die Theater Mania schrieb, dass Lestat das beste Vampirmusical sei, das im Broadway gezeigt wurde. Es sei sicherlich keine hervorragende Show, aber manchmal eine gute. So gebe es einige interessante Ideen und zwei wunderbare Hauptdarsteller, Hugh Panaro und Carolee Carmello. Außerdem stelle Allison Fisher Claudia sehr überzeugend dar. Susan Hilfertys Kostüme seinen eindrucksvoll. Kenneth Posner biete einen tollen Lichteffekt, in denen das Sonnenlicht langsam über die Bühne schleiche. Allerdings hätten es Elton John und Bernie Taupin verpasst, Lieder zu schreiben, die den Charme der Städte Paris und New Orleans widerspiegeln.
Jedoch schnitt das Musical bei einigen Kritikern schlecht ab. So betitelte die New York Times Lestat als eine „musikalische Schlaftablette“. Die New York Post bezeichnete Lestat als „Bloody awful“. Nur die Darsteller wie Hugh Panaro, Carolee Carmello, Drew Sarich, Jim Stanek, Roderick Hill, Michael Genet und Allison Fischer täten ihr möglichstes, um das Beste aus dem schlechten Musical herauszuholen.